# عبد الله اليوسف (لاعب كرة قدم مواليد 1989)
عبد الله اليوسف (مواليد 16 سبتمبر 1989) هو لاعب كرة قدم سعودي يلعب حاليًا في نادي العدالة.
كانت بداياته مع نادي هجر و انتقل إلى نادي الجيل في عام 2012 و عاد إلى نادي هجر عام 2017 و انتقل إلى نادي العدالة في عام 2019 .

## وصلات خارجية
- عبد الله عبد الوهاب اليوسف على موقع قاعدة بيانات كرة القدم.إي يو (الإنجليزية)
- عبد الله عبد الوهاب اليوسف على موقع Soccerway.com (الإنجليزية)

- عبد الله اليوسف